# Narrow Bandwidth Television

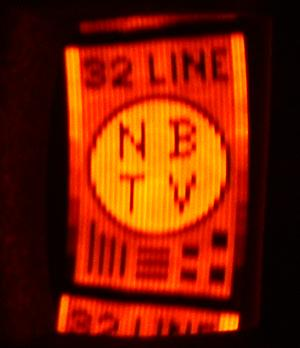
Screenshot von einem Fernseher mit Nipkow-Scheibe, Testbild der NBTVA

Das Narrow Bandwidth Television (NBTV; deutsch Schmalband-Fernsehen) entstand ursprünglich aus einer Adaption der ersten Fernsehversuche der 1920er und 1930er Jahre (vgl. auch mechanisches Fernsehen) für den Amateurfunk. Der große Vorteil besteht darin, dass die Fernsehbilder in sehr niedriger Auflösung, z. B. in der heute noch häufig anzutreffenden alten englischen Norm nach John Logie Baird nur 30 Zeilen zu 12,5 Bildern pro Sekunde, bzw. in einer heute weiter verbreiteten Variante, dem NBTV-Standard, 32 Zeilen beträgt. Daraus resultiert ein maximaler Bedarf für die Bandbreite von 32 Zeilen × 48 Bildpunkten pro Zeile × 12,5 Bildern = 19.200 Bildpunkten, somit 9.600 Hertz. Da in der Praxis weniger Informationen übertragen werden, ist ein normaler Kurzwellenkanal zur Übertragung ausreichend, was diese Technik auch heute noch für den Amateurfunk interessant macht. Die Bilder haben zwar eine niedrige Auflösung, aber dafür können im Gegensatz zum höher auflösenden SSTV auch bewegte Bilder übertragen werden.
Die Definition des sogenannten NBTV-Standards lautet 32 Zeilen, senkrecht, Abtastung von rechts unten nach links oben (ohne Zeilensprung), Bildseitenverhältnis 3:2 („Portraitformat“), 12,5 Bilder pro Sekunde.
Für die Übertragung und Aufzeichnung von Farbbildern werden heute digitale Verfahren eingesetzt, diese werden wieder in die drei Grundfarben zerlegt und zur Wiedergabe entweder an den (mechanischen) Fernseher oder an einen PC übertragen.
Regelmäßige Ausstrahlungen können vor allem im 80-Meter-Band (um 3700 kHz) in der Modulationsart AM außerhalb üblicher „Stoßzeiten“ beobachtet werden, vereinzelt gibt es Ausstrahlungen in anderen Frequenzbereichen und in rein digitaler Form.
Zur Dekodierung und zur Erzeugung der Bilder werden heute häufig keine speziellen Fernsehgeräte, sondern in der Regel Computer verwendet. (Bei digitalen Formen von NBTV ist ein Computer sogar Voraussetzung.) Es gibt jedoch eine wachsende Zahl von Fans und Bastlern mechanischer und vollelektronischer Fernseher, welche gezielt entweder historische Empfänger nutzen, bzw. solche (zum Teil unter Hilfe moderner Mittel, wie Leuchtdioden und Transistorverstärkern) nachbauen.